# Markwart von Pentz (Manager)
Markwart von Pentz (* 1963 in Hannover) ist ein deutscher Manager und war von 2007 bis 2023 Präsident der Landtechniksparte im US-amerikanischen Unternehmen Deere & Company (President Agriculture & Turf Division).

## Werdegang
Markwart von Pentz stammt von einem landwirtschaftlichen Betrieb im Weserbergland und studierte Betriebswirtschaftslehre in Kombination mit Grundlagenfächern des Maschinenbaus an der Universität Hamburg und hat einen Abschluss als Diplom-Kaufmann. Er begann 1988 seine Karriere bei John Deere als Werkstudent. Danach durchlief er mehrere Stationen im In- und Ausland, bei denen er vorwiegend im Bereich Fabrikationsallianzen, Marketing- und Vertrieb tätig war und auf den Bereich Landtechnik spezialisiert war.
Bereits 2007 zog er in den globalen Vorstand der Deere & Co. in Moline ein, dem er über 16 Jahre als President Agriculture und Turf Division bis Ende 2023 angehörte, um dann als „Senior Advisor to the Office of the Chairman“  bis zu seinem regulären und altersbedingten Ausscheiden im Oktober 2024 tätig zu sein. Seit 2024 ist er bei den Joblingen e.V. (www.joblinge.de) und der Mission Possible Partnership (www.missionpossiblepartnership.org) als Senior Fellow engagiert sowie in mehreren Beiräten.
Pentz arbeitet seit 1992 eng mit der Universität Hohenheim im Bereich der agrarwissenschaftlichen Forschung zusammen. Aus den gemeinsamen Forschungsprojekten sind neben zahlreichen Bachelor- und Masterarbeiten auch eine große Zahl an Doktorarbeiten entstanden, die in fachlicher Abstimmung mit dem Institut für Agrartechnik von John Deere betreut werden. Die Fakultät Agrarwissenschaften ernannte Pentz mit einem Festakt im Balkonsaal des Hohenheimer Schlosses in Stuttgart am 18. September 2020 zum Ehrendoktor.

## Mitgliedschaften
Er war Beiratsmitglied des Verband Deutscher Maschinen- und Anlagenbau von 2008 bis 2024 (VDMA), Vorstandsmitglied des US-Russia Business Council (2009 bis 2022) und ist Mitglied des Kuratoriums der Universität Heidelberg Stiftung.